# Mravenčan draselný
Mravenčan draselný (kalium-formiát, systematický název methanoát draselný nebo draselná sůl kyseliny methanové) je organická sloučenina, draselná sůl kyseliny mravenčí. Je meziproduktem při výrobě draslíku z potaše (uhličitanu draselného). Byl také studován jako potenciální ekologická sůl pro zimní solení silnic.